# James Scott (actor)
James Scott es un actor británico, más conocido por haber interpretado a E.J. DiMera en la serie Days of Our Lives.

## Biografía
James es el mayor de cuatro hermanos: Frederick Scott, Georgina Scott y Charles Scott.
Se entrenó en el London Academy of Music and Dramatic Art "LAMDA".
Es buen amigo de la actriz Alison Sweeney.
En 2006 comenzó a salir con la actriz y modelo Meyghan Hill, la pareja se comprometió en noviembre del 2007, sin embargo la relación terminó tiempo después.
En el 2012 comenzó a salir con Kaitlin Robinson, la pareja se casó en el 2015.

## Carrera
El 10 de agosto de 2004 se unió al elenco de la serie All My Children donde interpretó a Ethan Andrew Cambias, el hijo de Zach Slater (Thorsten Kaye) y Hannah Nichols (Stacy Haiduk), y sobrino de Michael Cambias (William deVry), hasta el 20 de febrero de 2006 después de que su personaje muriera por las heridas que sufrió durante una explosión.
En mayo del 2006 se unió al elenco principal de la exitosa serie Days of Our Lives donde interpretó a E.J. DiMera, el hijo de Stefano DiMera (Joseph Mascolo) y Susan Banks (Eileen Davidson), hasta el 2014 después de que su personaje fuera asesinado por el guardaespaldas Miguel. Previamente E.J. fue interpretado por el actor Vincent Ragone de 1997 a 1998.
En el 2016 apareció como en la serie Wrecked donde interpretó a Liam, un hombre que ha trabajado para las Fuerzas Especiales Británicas por más de 10 años y realiza campañas por los derechos humanos de los niños refugiados durante la guerra, hasta ese episodio luego de que su personaje muriera aplastado por la nariz colgante del avión en el que se estrellaron.

## Filmografía

### Series de televisión
| Año         | Título               | Personaje     | Notas                      |
| ----------- | -------------------- | ------------- | -------------------------- |
| 2016        | Wrecked              | Liam          | episodio "All Is Not Lost" |
| 2015        | Private Eyes         | James Towers  | episodio "Pilot"           |
| 2006 - 2014 | Days of Our Lives    | E.J. DiMera   | 1,830 episodios            |
| 2013        | The Stafford Project | James         | episodio "The Nut Cracker" |
| 2004 - 2006 | All My Children      | Ethan Cambias | 39 episodios               |

### Películas
| Año  | Título              | Personaje       | Notas |
| ---- | ------------------- | --------------- | --- |
| 2014 | Christmas Eve, 1914 | Coronel Philips | junto a Damon Herriman, Xander Berkeley, Cameron Daddo, Nate Jones, Lance Guest, Cody Fern y Heiko Obermöller |
| 2009 | The Way We Weren't  | Hombre          | corto - junto a David Brian Altieri, Aubyn Cole, Alyshia Ochse, Suzanne Revell y Alen Toric                   |

### Apariciones
| Año  | Programa                           | Personaje   | Notas                                   |
| ---- | ---------------------------------- | ----------- | --------------------------------------- |
| 2015 | Last Week Tonight with John Oliver | E.J. DiMera | junto a Alison Sweeney                  |
| 2013 | The Tonight Show with Jay Leno     | E.J. DiMera | episodio # 21.121                       |
| 2012 | We Love Soaps TV                   | -           | episodio "Marry Me or I Marry Your Boy" |

## Premios y nominaciones
| Año  | Categoría                                | Premio              | Serie             | Resultado |
| ---- | ---------------------------------------- | ------------------- | ----------------- | --------- |
| 2012 | Outstanding Lead Actor in a Drama Series | Daytime Emmy Award  | Days of Our Lives | Nominado  |
| 2012 | Lead Actor - Daytime Drama               | Gold Derby TV Award | Days of Our Lives | Nominado  |
| 2011 | Lead Actor - Daytime Drama               | Gold Derby TV Award | Days of Our Lives | Nominado  |
| 2010 | Outstanding Lead Actor in a Drama Series | Daytime Emmy Award  | Days of Our Lives | Nominado  |
| 2010 | Lead Actor - Daytime Drama               | Gold Derby TV Award | Days of Our Lives | Nominado  |
| 2009 | Lead Actor - Daytime Drama               | Gold Derby TV Award | Days of Our Lives | Nominado  |